# Distrito de Horgen
El Distrito de Horgen es uno de los doce distritos del cantón de Zúrich (Suiza), está situado al sur del cantón. Tiene una superficie de 104,16 km². La capital del distrito es Horgen.

## Geografía
El distrito de Horgen limita al norte con el distrito de Zúrich, al este con el de Meilen, al sureste con el de Höfe (SZ), al sur con el cantón de Zug, y al oeste con el distrito de Affoltern.

## Historia
Bailía de Zúrich hasta 1798, distrito después de 1831. Según Paul Kläui, esta circunscripción remonta a la separación territorial consecutiva a la disolución de la bailía imperial de Zúrich en 1218, en la cual los señores de Eschenbach-Schnabelburgo aprovecharon. Tras el asesinato del emperador Alberto I de Habsburgo (1308), Walter IV de Eschenbach fue proscrito. Los Habsburgos se apropiaron de sus bienes, constituyendo una entidad administrativa entre el lago de Zúrich y el río Reuss. El territorio de su bailía de Horgen-Maschwanden fue definido por primera vez en 1339, cuando esta fue cedida a los señores de Hallwyl. Previniendo la batalla de Sempach, Zúrich recibió numerosos burgueses externos sobre la ribera izquierda del lago y ocupa Horgen al principio de las hostilidades. 
La bailía de Horgen-Maschwanden, restituida a los señores de Hallwyl en 1339, fue finalmente vendida en 1406 a la ciudad junto con la alta y baja justicia. Zúrich la convirtió en bailía (Obervogtei), integrándola en la de Thalwil en 1437, así como el dominio de Rufers, cerca de Adliswil, después de la reforma. Este nuevo territorio, se extendía sobre la ribera izquierda del lago de Zúrich, de los confines de la bailía de Wollishofen hasta la de Wädenswil. Convertida en distrito bajo la República Helvética y la Mediación, Horgen forma una nueva bailía (Oberamt) bajo la Restauración, fusionándose con la balía de Wädenswil, en donde quedó la sede administrativa. El distrito actual con capital en Horgen, es una creación de la Constitución Cantonal de 1831. 

## Comunas
| Distrito de Horgen | Distrito de Horgen     | Distrito de Horgen |
| Comunas            | Población (31.12.2008) | Superficie km²     |
| ------------------ | ---------------------- | ------------------ |
| Adliswil           | 16 052                 | 7.79               |
| Hirzel             | 2036                   | 9.68               |
| Horgen             | 18 431                 | 21.07              |
| Hütten             | 904                    | 7.24               |
| Kilchberg          | 7427                   | 2.58               |
| Langnau am Albis   | 7148                   | 8.66               |
| Oberrieden         | 4932                   | 2.76               |
| Richterswil        | 11 920                 | 7.54               |
| Rüschlikon         | 5109                   | 2.94               |
| Schönenberg        | 1937                   | 11.00              |
| Thalwil            | 16 631                 | 5.53               |
| Wädenswil          | 19 913                 | 17.37              |
| Total (12)         | 112 440                | 104.16             |